# Frits Stoop
Frits Stoop (Dordrecht, 1949) is een Nederlandse beeldhouwer.

## Leven en werk
Stoop werd in 1949 in Dordrecht geboren. Hij groeide op in de Noordoostpolder. Na zijn opleiding aan de kunstacademie Artibus in Utrecht werd hij ruimtelijk vormgever bij de televisie (NOS). Hij vestigde zich als beeldhouwer in het Friese Spanga. Als beeldend kunstenaar maakte hij diverse beeldhouwwerken in samenwerking met zijn echtgenote, de keramiste Alie Stoop-Jager. Werken van Stoop zijn onder meer te zien in de publieke ruimte van Echten, Kalenberg, Oldeholtpade, Sint Nicolaasga en Wolvega.

## Werk in de publieke ruimte (selectie)
- In de Ribben - Kalenberg (Zuiderzeeroute) - 2002
- Varkensstapel - Wolvega (Marktplein) - 1999
- Tsjûke en March - Echten (Lodo van Hamelpad) - 1998
- Harmonicaspeler - Sint Nicolaasga (Baron van Hardenbroeckstraat) - 1996